# Гіпофосфітна кислота
Гі́пофосфі́тна кислота́, фосфіна́тна кислота́ — неорганічна сполука, одноосновна кислота складу H3PO2. Проявляє відносно сильні кислотні властивості та утворює з основами ряд солей гіпофосфітів. Здатна також утворювати фосфороорганічні сполуки — фосфінати.
Гіпофосфітна кислота застосовується як сильний відновник, а також як стабілізатор у виробництві поліамідів, полівінілхлориду, поліуретанів.

## Структура
Згідно будови молекули, сполука H3PO2 є одноосновною кислотою, тому для позначення кількості «кислотних» атомів гідрогену формулу інколи записують як HOP(O)H2 або, рідше, H(H2PO2).
У молекулі кислоти може відбуватися явище таутомерії — вона ізомеризується до дигідроксиду фосфору.

## Отримання
Промисловий спосіб отримання гіпофосфітної кислоти включає взаємодію білого фосфору та розчину гідроксиду кальцію, доведеного до кипіння. Утворені продукти в подальшому оброблюються сульфатною кислотою з утворенням малорозчинного сульфату кальцію:
{\displaystyle \mathrm {2P_{4}+Ca(OH)_{2}+6H_{2}O{\xrightarrow {t}}\ 3Ca(H_{2}PO_{2})_{2}+2PH_{3}} }
{\displaystyle \mathrm {Ca(H_{2}PO_{2})_{2}+H_{2}SO_{4}\rightarrow 2H_{3}PO_{2}+CaSO_{4}\downarrow } }
Очищений від осаду розчин концентрують за зниженого тиску. У продаж надходять розчини із концентраціями 50%, 30—32% та 10%.
Менш поширеним методом отримання кислоти є окиснення фосфіну йодом у водному розчині:
{\displaystyle \mathrm {PH_{3}+2I_{2}+2H_{2}O\rightarrow H_{3}PO_{2}+4HI} }
Для отримання чистої, безводної кислоти, сполуку екстрагують з водного розчину у діетиловий етер, з якого виділяють у формі безбарвних легкоплавких кристалів.

## Хімічні властивості
При нагріванні понад 130 °C фосфітна кислота диспропорціонує із утворенням ортофосфатної кислоти і фосфіну:
{\displaystyle \mathrm {2H_{3}PO_{2}{\xrightarrow {130-200^{o}C}}\ H_{3}PO_{4}+PH_{3}\uparrow } }
У водному розчині гіпофосфітна кислота дисоціює як одноосновна кислота:
{\displaystyle \mathrm {H_{3}PO_{2}\rightleftarrows H_{2}PO_{2}^{-}+H^{+}} }; pKa=1,2
Взаємодіє із лугами та гідроксидами, утворюючи ряд гіпофосфітів:
{\displaystyle \mathrm {H_{3}PO_{2}+NaOH\rightarrow NaH_{2}PO_{2}+H_{2}O} }
{\displaystyle \mathrm {H_{3}PO_{2}+NH_{3}\cdot H_{2}O\rightarrow NH_{4}H_{2}PO_{2}+H_{2}O} }
Концентровані розчини кислоти проявляють сильні відновні властивості. В окисно-відновних реакціях окиснюється зазвичай до фосфітної кислоти:
{\displaystyle \mathrm {3H_{3}PO_{2(conc.)}+2CuSO_{4}+3H_{2}O\rightarrow 3H_{3}PO_{3}+2CuH+2H_{2}SO_{4}} }
{\displaystyle \mathrm {H_{3}PO_{2(conc.)}+2AgNO_{3}+H_{2}O{\xrightarrow {50^{o}C}}\ H_{3}PO_{3}+2Ag\downarrow \ +2HNO_{3}} }
{\displaystyle \mathrm {3H_{3}PO_{2(conc.)}+As_{2}O_{3}{\xrightarrow {HCl}}\ 3H_{3}PO_{3}+2As\downarrow } }
Відновлюється активним воднем (в момент його виділення в результаті взаємодії металу та кислоти) до фосфіну:
{\displaystyle \mathrm {H_{3}PO_{2}+4H^{0}{\xrightarrow {Zn+HCl}}PH_{3}+2H_{2}O} }

## Застосування
Гіпофосфітна кислота застосовується як ефективний відновник (наприклад, при нікелюванні металів), а також стабілізатора у виробництві поліамідів, полівінілхлориду, поліуретанів.